# 13150 Paolotesi
13150 Paolotesi eller 1995 FS är en asteroid i huvudbältet som upptäcktes den 23 mars 1995 av de båda italienska astronomerna Andrea Boattini och Luciano Tesi vid Pian dei Termini-observatoriet. Den är uppkallad efter Paolo Tesi , son till en av upptäckarna.
Den tillhör asteroidgruppen Tirela.